# きぼうのかね商店街
きぼうのかね商店街（きぼうのかねしょうてんがい）は、東日本大震災後に宮城県牡鹿郡女川町浦宿浜に開設されていた仮設商店街である。
津波で被災した女川の街の復興を願い、瓦礫の中から1つだけみつかった「希望の鐘」をシンボルとしてネーミングされた。
女川町は津波で町の中心街の建物が全て流出、町内で買い物することが出来ず商店街の復旧が急務だった。
被災地最大級の規模の仮設商店街に育っていたが、女川駅前に商店街が作られ、その後閉鎖された。

## 概要
2011年（平成23年）3月11日に発生した東北地方太平洋沖地震によって起きた津波で被災した女川町で、町民なら誰でも知っていた旧女川駅舎のからくり時計の4個の鐘のうちの1個が瓦礫の中から発見された。この鐘をシンボルとして、町の復興を誓う町民と女川町商工会と国と宮城県が一体となって宮城県女川高等学校のグラウンドに開設した。
その鐘はこの商店街に設置されていたが、閉鎖とともに、女川駅近くの観光施設に１基は移された。もうひとつの鐘は、女川町役場新庁舎前に移設された。
木造の店舗30棟とプレハブ店舗20棟の中には、当時は飲食店、青果店、衣料品店などのさまざまな店の他に、郵便局、金融機関、交番もあった。
震災後はまだ町内に休憩する場所がなく、観光やボランティアでの支援で訪れた方が、休憩やトイレのためにだけ訪問されてもいいように、綺麗なトイレにこだわった。
当時は、女川町の復興を願って様々なイベントが実施されていた。

## 沿革
- 2011年（平成24年）12月 - 工事開始。
- 2012年（平成24年）4月29日 - グランドオープン。
- 2012年（平成24年）6月15日 - 女川町出身の歌手で俳優の中村雅俊が訪問、歌を披露。
- 2015年（平成27年）2月21日 - 「女川ポスター展」展示開始。（5月31日まで）
- 2015年（平成27年）2月23日 - 女川町が、2016年3月に予定していた「きぼうのかね商店街」の閉鎖時期を1年延長することを明らかにした[3]。
- 2015年（平成27年）3月1日 - 英国のウィリアム王子が訪れ、商店街に集まっていた町民らと言葉を交わして交流。きぼうの鐘を鳴らし、慰霊した。
- 2015年（平成27年）4月9日 - あめ細工師の馬場みのり（神戸市）がパフォーマンスを披露。
- 2017年（平成29年）9月 - 営業を終了

## 所在地（当時）

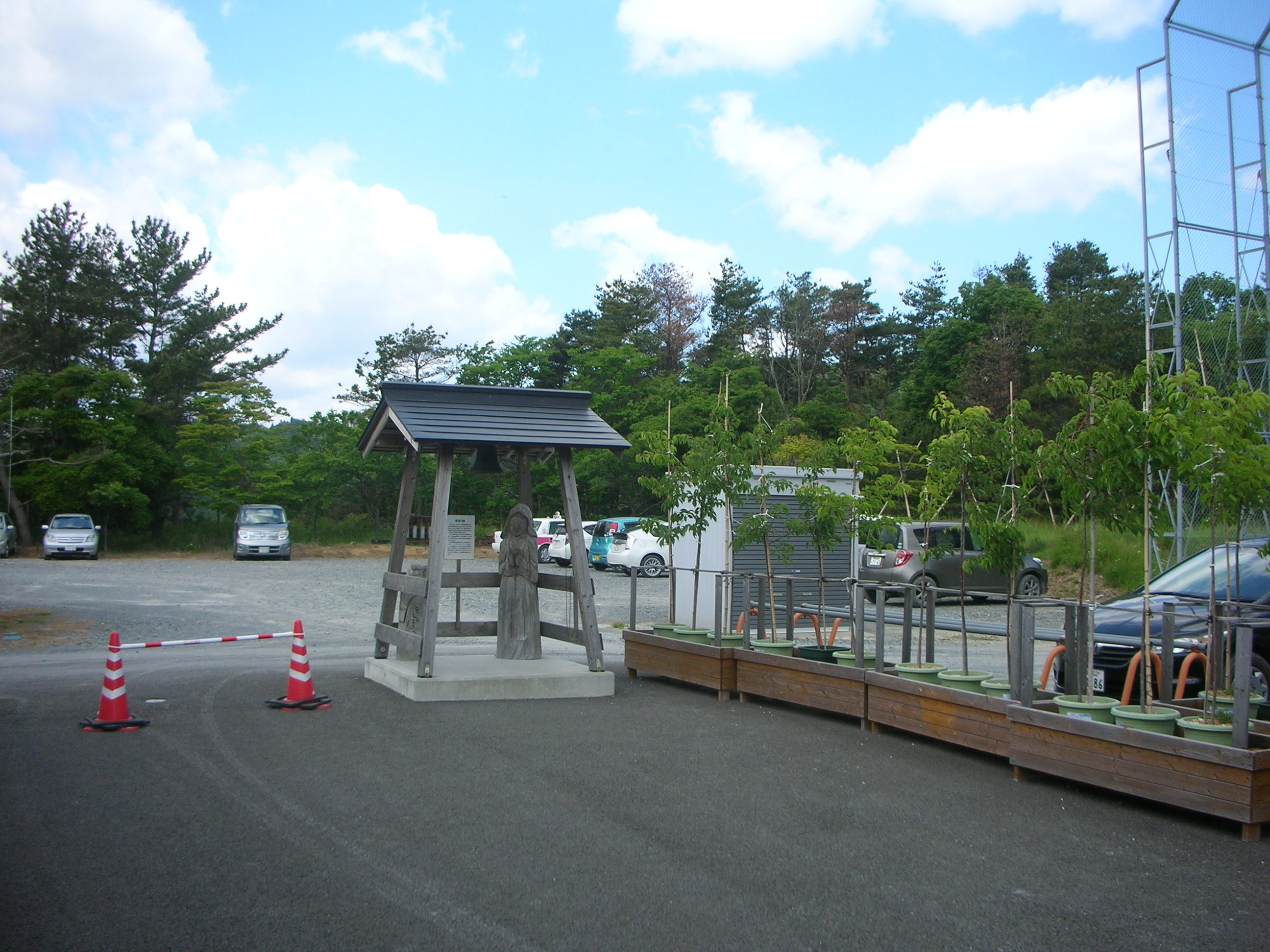
きぼうの鐘

- 宮城県牡鹿郡女川町浦宿浜字十二神60-3-7

## 周辺の見所
- マリンパル女川
- コバルトライン、大六天展望台
- 足島
- 女川いのちの石碑
- おしか御番所公園
- おしかのれん街　（閉鎖）
- 女川温泉ゆぽっぽ